# Hermann Hirt
Hermann Hirt (født 19. december 1865 i Magdeburg, død 12. september 1936 i Giessen) var en sammenlignende
sprogforsker.
Hirth blev ekstraordinær professor i Leipzig 1896 og ordentlig professor i Giessen 1912. Han deltog i de 12 tyske sprogmænds erklæring mod de altyske vranglærdomme om vestjydernes nationalitet 1914.
Hirth udgav Der Indogermanische Akzent (1895), Die Indogermanen (1905—06), Etymologie der deutschen Sprache (1909), Etymologie der neuhochdeutschen Sprache (1909, 2. udgave 1921), Indogermanische Grammatik, I—III (1927—28).